# Мидсунн
Мидсунн (норв. Midsund) — коммуна в губернии Мёре-ог-Ромсдал в Норвегии. Административный центр коммуны — город Мидсунн. Официальный язык коммуны — нюнорск. Население коммуны на 2007 год составляло 1901 чел. Площадь коммуны Мидсунн — 94,71 км², код-идентификатор — 1545.

## История населения коммуны
Население коммуны за последние 60 лет.

Статистика коммуны Мидсунн